# Ергльський край
Е́ргльський кра́й (латис. Ērgļu novads) — адміністративно-територіальна одиниця Латвійської Республіки. Розташований у центральній частині країни, в історичному регіоні Ліфляндія. Адміністративний центр — Ерглі. Створений 2009 року. Площа — 379,5 км². Населення — 3193 осіб (2011). До складу краю входять 3 волості.